# Camp de concentration de Crveni krst
Le camp de concentration de Crveni krst (en serbe cyrillique : Логор Црвени крст у Нишу ; en serbe latin : Logor Crveni krst u Nišu, également connu sous le nom de camp de concentration de Niš (Лагер Ниш et Lager Niš) était un camp de concentration nazi. Il se trouve à Niš, dans la municipalité de Crveni krst et dans le district de Nišava, en Serbie. En raison de son importance humaine et historique, il est inscrit sur la liste des monuments culturels d'importance exceptionnelle de la république de Serbie (identifiant no SK 240),,,.
Il a été ouvert à la fin de 1941. Il est situé Bulevar 12. Februar, à Niš.

## Histoire
En avril 1941, la Serbie a été envahie par les forces de l'Axe et la ville de Niš a été occupée par les nazis. Le premier camp de concentration nazi du royaume de Yougoslavie a été installé à Crveni krst, dans un faubourg industriel de la ville. Il était destiné à l'internement des opposants politiques, tchetniks fidèles à la monarchie ou des Partisans communistes de Tito ; il a également été utilisé pour y interner des Juifs. Le 12 février 1942, des prisonniers, et notamment des Partisans capturés par l'armée allemande pendant la bataille de Kozara, se sont révoltés, ont pris les armes et ont réussi à s'évader. Cette évasion est décrite dans le film de Miomir Stamenković Lager Niš, tourné en 1987. Cette rébellion provoqua des rétorsions de la part des nazis.
Plus de 30 000 prisonniers ont transité dans ce camp, parmi lesquels 10 000 ont été exécutés sur la colline de Bubanj.

## Commémoration

### Musée Mémorial «12 février»
Le camp est resté en l'état, avec ses bâtiments, ses miradors et ses fils de fer barbelés. Un musée, dépendant du Musée national de Niš, est ouvert aux visiteurs,. Après la guerre, des documents, des papiers d'identité, des armes, des objets personnels et des photographies y ont été rassemblés et, le 12 février 1967, le Musée Mémorial « 12 février » a ouvert ses portes.

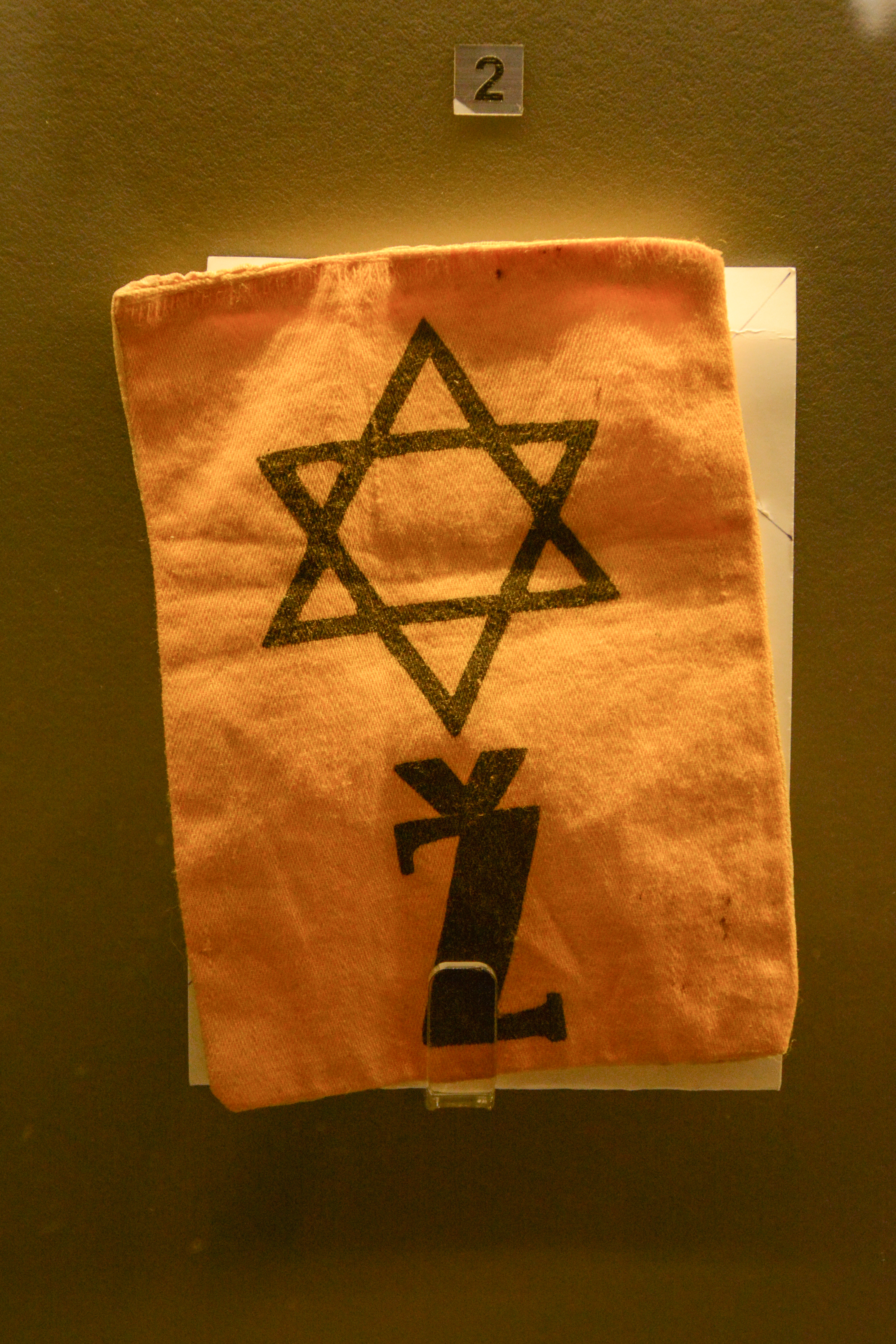
Une marque que les Juifs devaient porter.
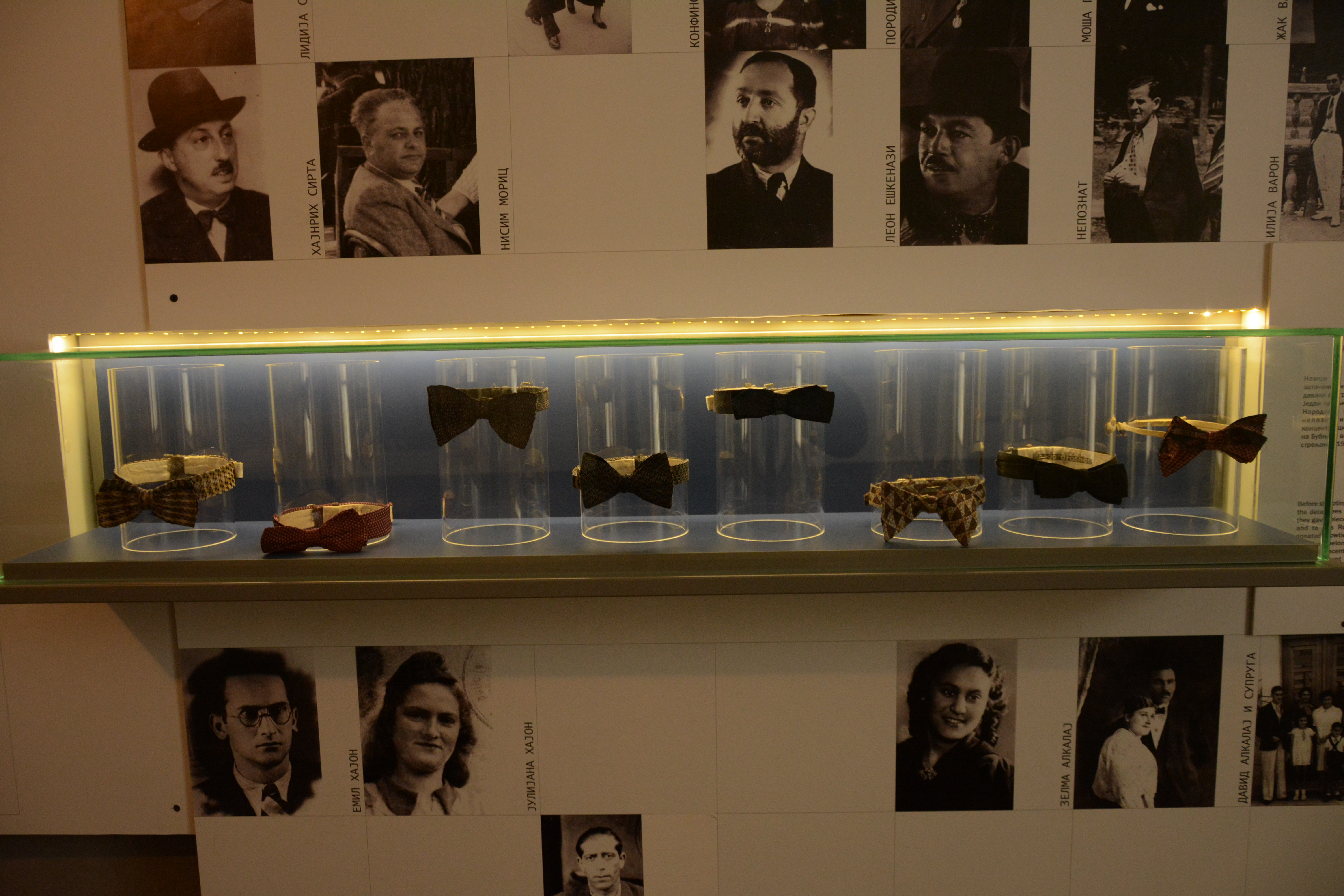
Nœuds papillons de Juifs exécutés.
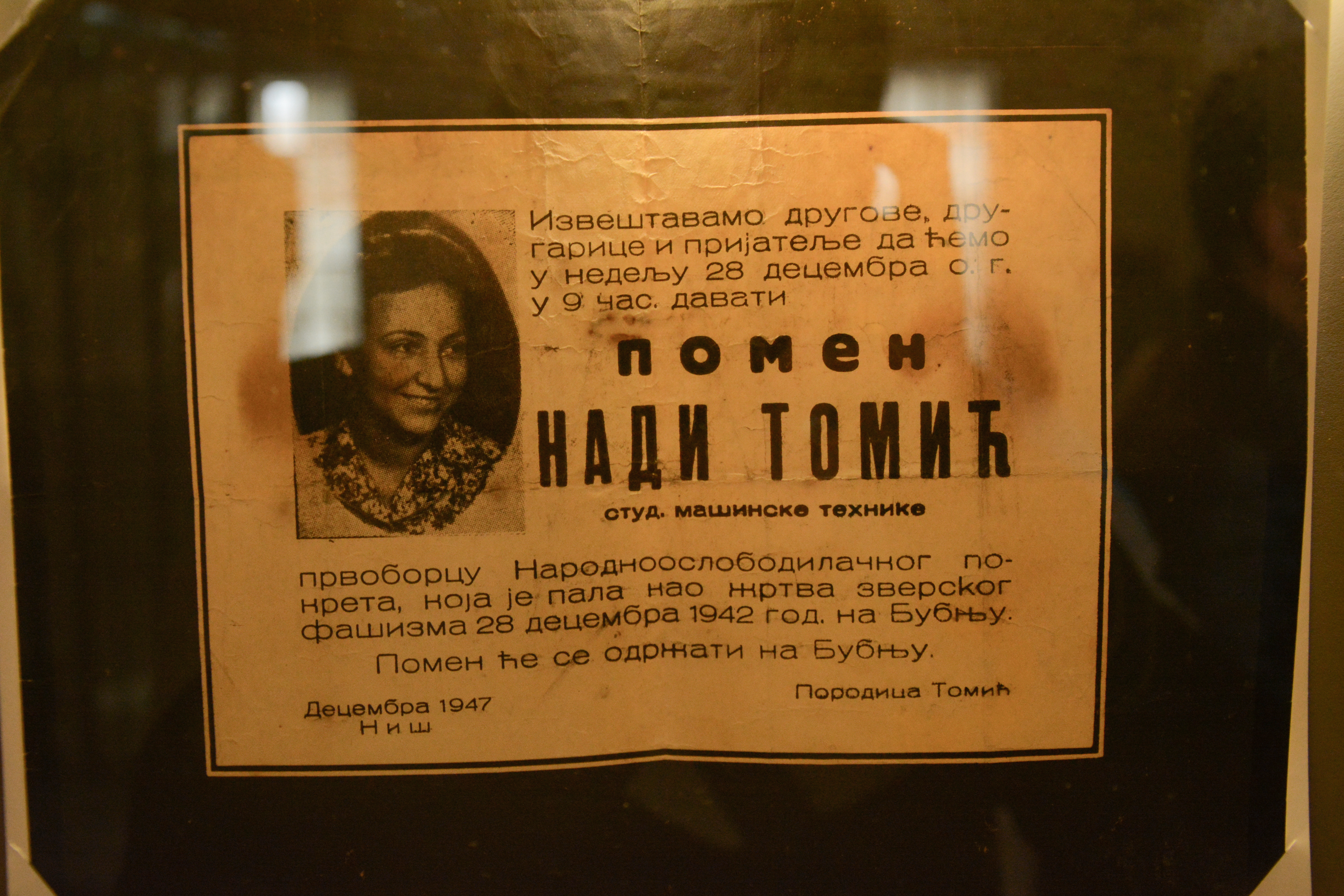
Commémoration de Nada Tomić, membre du Mouvement de libération nationale, exécutée à Bubanj en 1942.
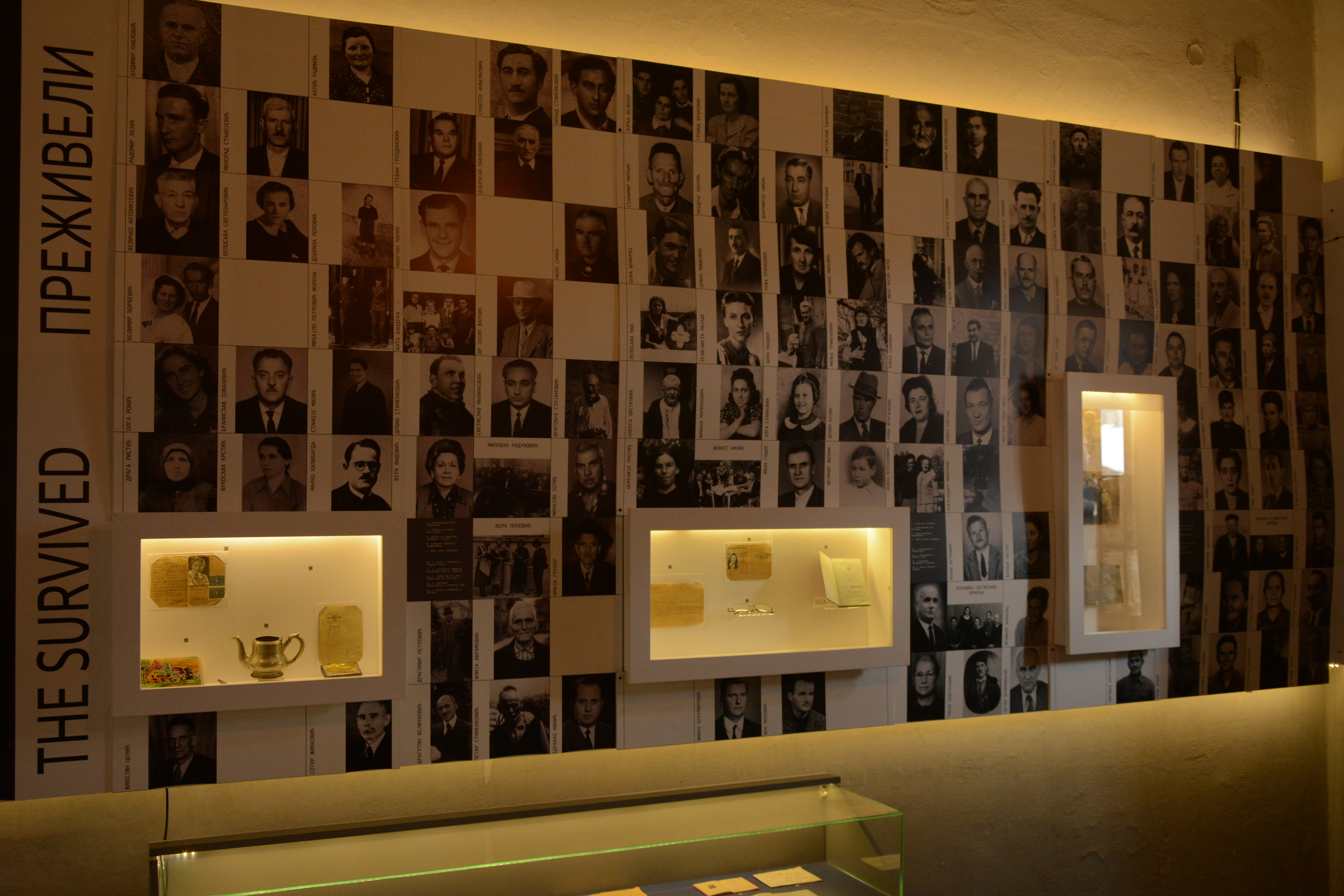
Photographies de survivants du camp.

### Parc commémoratif de Bubanj
Sur la colline de Bubanj, un monument, avec une sculpture représentant trois poings fermés, commémore les victimes exécutées sur le site. Le site de Bubanj, dans la municipalité de Palilula (43° 18′ 19″ N, 21° 52′ 13″ E), est devenu un parc commémoratif inscrit sur la liste des sites mémoriels d'importance exceptionnelle de la république de Serbie (identifiant no ZM 7),,.
La pièce maîtresse du site de Bubanj est constituée d'une sculpture monumentale en marbre, mesurant 23 m de long sur 2,5 m de haut, comportant cinq compositions en haut-relief représentant successivement la « machine à tuer », c'est-à-dire les pelotons d'exécution, la révolte des civils, la reddition des nazis et la victoire finale sur les oppresseurs.

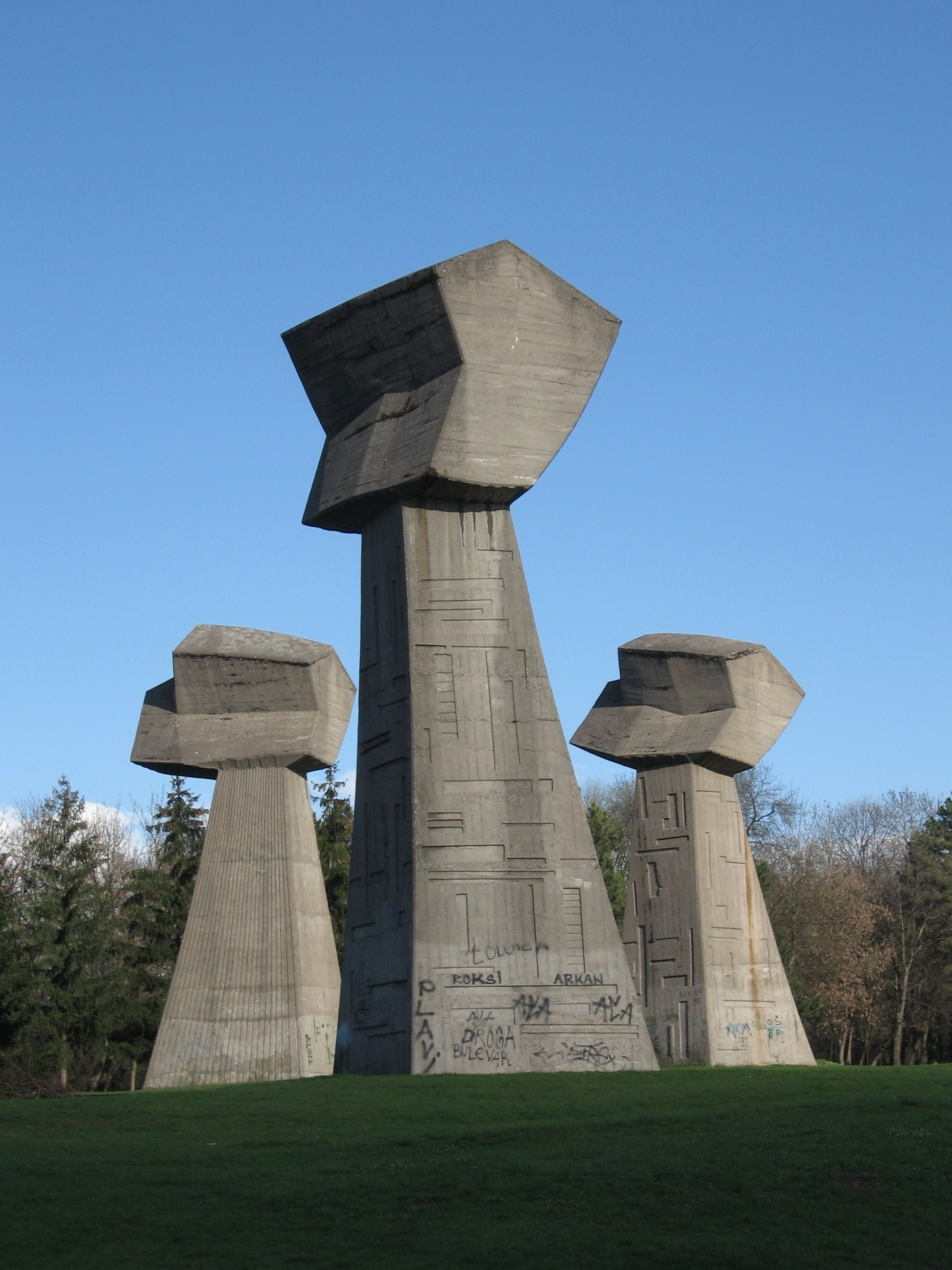
Sculpture Les trois Poings fermés, par Ivan Sabolić (1921-1986).
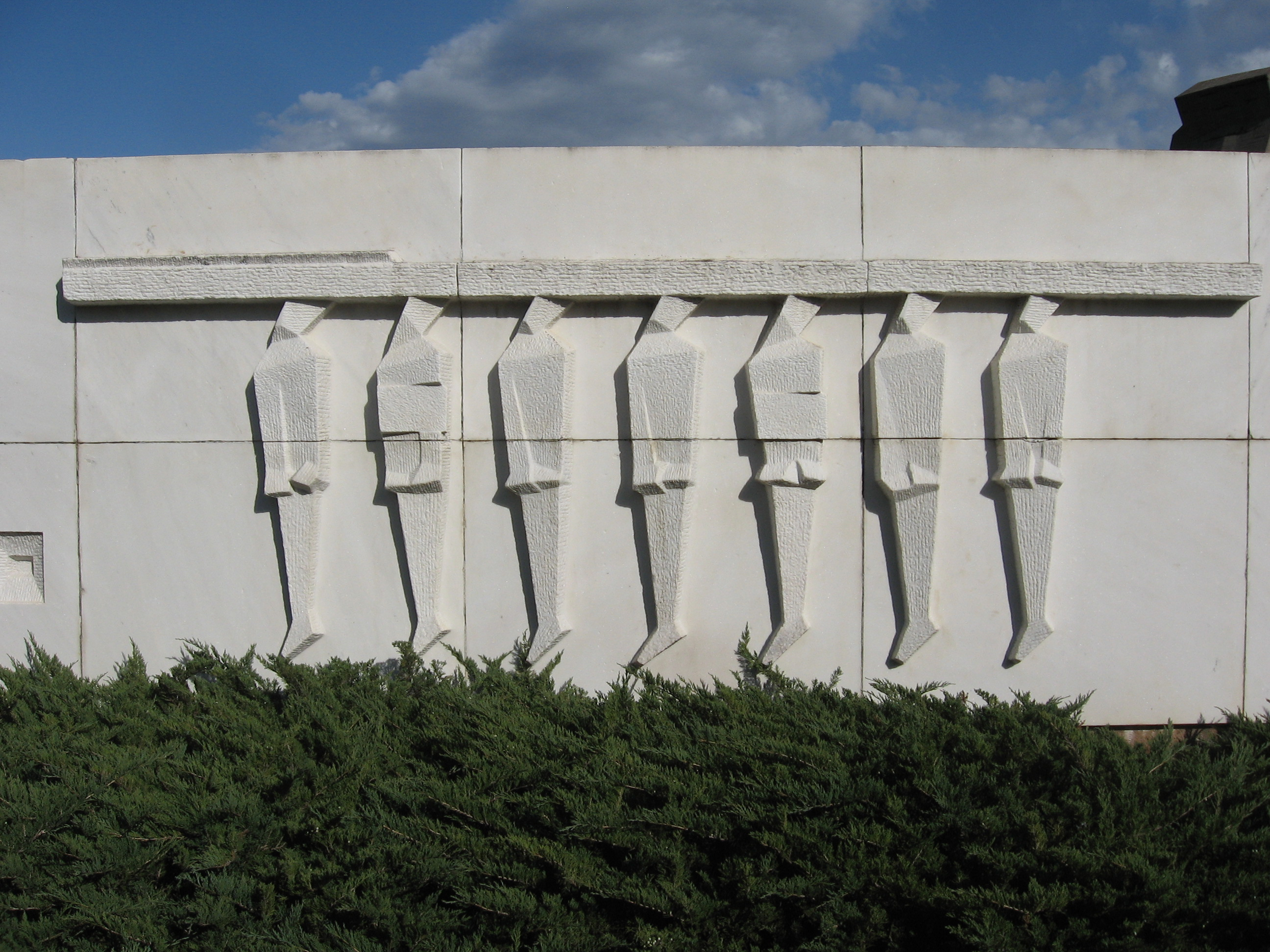
Détail d'un haut-relief de marbre.
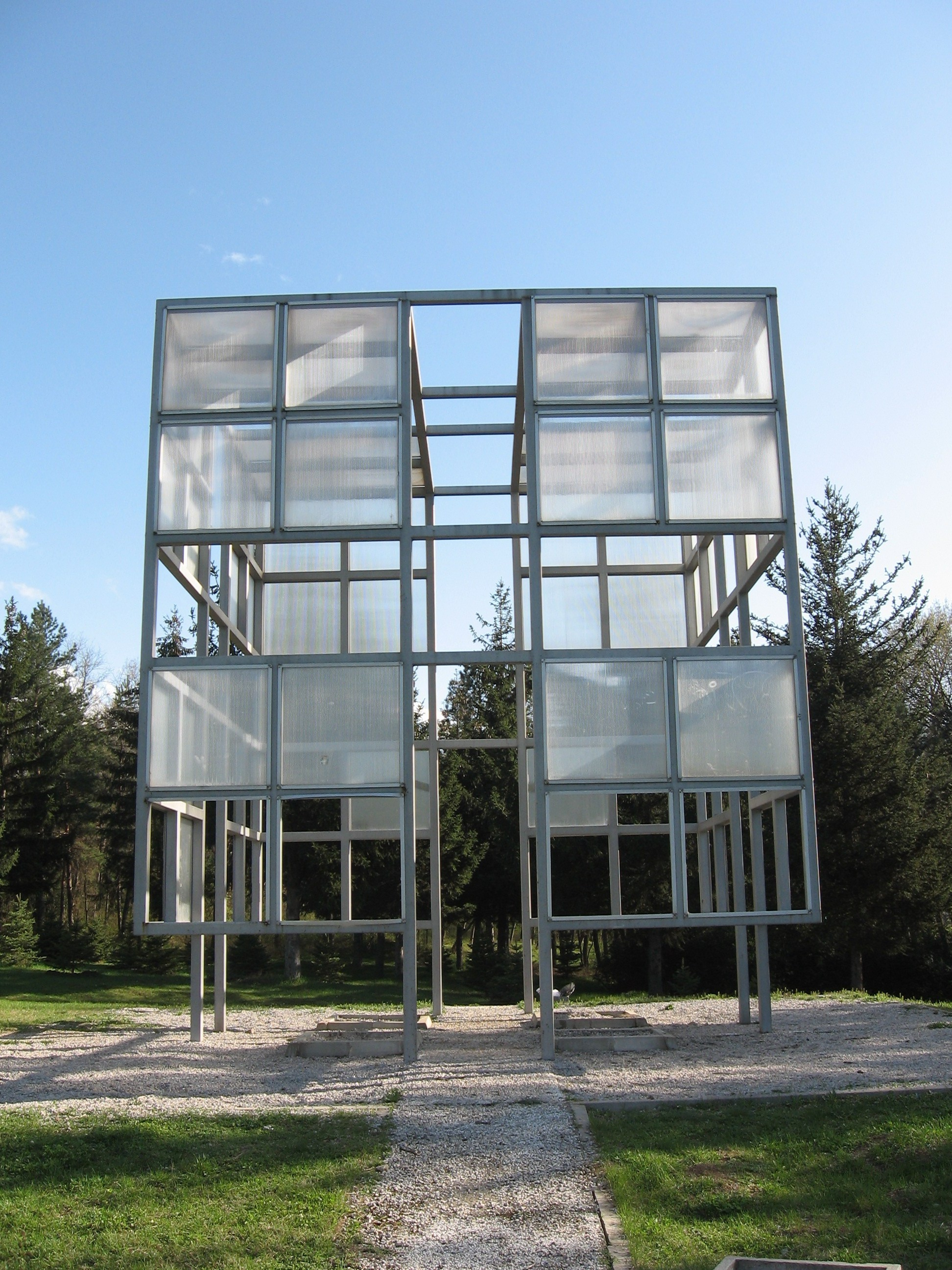
La chapelle en verre, par Saša Buđevac.